# Tanausu
Tanausu, Tanausú ou Atanausu (mort en 1493) était le chef guanche d'Acero, une place forte sur l'île de La Palma (nommée par les indigènes Benahoare). La défaite que lui infligèrent les Castillans marqua la fin de la conquête de cette île. Son nom signifierait « l'obstiné » ou « celui qui a des reins ».
Aceró, dont le nom veut dire « endroit fort » en guanche, correspond à la caldeira de Taburiente.

## Biographie
Il fut le dernier roi de La Palma à se soumettre de aux forces castillanes menées par Alonso Fernández de Lugo. Les Castillans avaient échoué deux fois en tentant de pénétrer dans la région de caldeira de Taburiente.
Une trêve, avec une promesse de cadeaux et de bons traitements, fut arrangée entre Fernández de Lugo et Juan de Palma, un parent de Tanausu qui s'était converti au christianisme. La trêve, que Tanausu avait acceptée, permit sa capture dans un guet-apens[pas clair]. On le convainquit de venir sur le chemin nommé Adamacansis et il fut pris dans une embuscade à l'endroit appelé aujourd'hui El Riachuelo, près de l'actuelle La Cumbrecita.
Tanausu fut fait prisonnier et devait être présenté à Ferdinand le Catholique et Isabelle la Catholique. Pour défier ses ennemis, on dit qu'il refusa de manger durant son voyage vers l'Espagne et il mourut sans jamais voir la terre.